# Рупрехт Баварски
Рупрехт Мария Луитполд Фердинанд Баварски (на немски: Rupprecht von Bayern; Rupprecht Maria Luitpold Ferdinand Kronprinz von Bayern; Rupprecht Maria Luitpold Ferdinand von Wittelsbach; до 1918 г. има титлата „Seine Königliche Hoheit Rupprecht Maria Luitpold Ferdinand Kronprinz von Bayern, Herzog von Bayern, Franken und in Schwaben, Pfalzgraf bei Rhein“; * 18 май 1869, Мюнхен; † 2 август 1955, дворец Лойтщетен, Щарнберг) от фамилията Вителсбахи, е последният наследствен трон-принц на Бавария, пфалцграф при Рейн, херцог на Бавария, Франкен и Швабия, генерал-фелдмаршал през Първата световна война.

## Биография
Той е най-големият син на последния баварски крал Лудвиг III Баварски (1845 – 1921) и съпругата му ерцхерцогиня Мария Тереза Австрийска-Есте (1849 – 1919), дъщеря на ерцхерцог Фердинанд Карл Австрийски-Есте от Австрия-Модена и ерцхерцогиня Елизабет Франциска Мария Австрийска.
Рупрехт пътува 1902/1903 г. до Източна Индия, също и до Италия. Баща му е детрониран по време на Ноемврийската революция на 7/8 ноември 1918 г.
Рупрехт е против национал-социалистите. През 1939 г. той трябва да избяга в Италия. Теодор Кристиан фрайхер фон Фраунберг, неговият бивш адютант, го скрива от националсоциалистите при себе си във Флоренция. Съпругата му и децата му са до края на войната в концентрационни лагери, първо в КЦ Дахау, след това във Флосенбюрг. Цялата му фамилия оцелява.
През последните си години Рупрехт се занимава с колекциониране на изкуство.
Рупрехт Баварски умира на 86 години на 2 август 1955 г. в дворец Лойтщетен в Щарнберг. Като последен Вителсбах той е погребан с държавно погребение на 6 август 1955 г. в Мюнхен в Театинската църква с кралска почит. Рупрехт е последният жив немски генерал-фелдмаршал на Първата световна война.
- Рупрехт Баварски като дете, портрет от Франц фон Ленбах,
 ок. 1874
- Рупрехт Баварски
- Саркофагът на трон-принц Рупрехт Баварски в Театинската църква

## Фамилия
Първи брак: на 10 юли 1900 г. в Мюнхен с херцогиня Мария Габриела Баварска (* 9 октомври 1878, Тегернзе; † 24 октомври 1912, Соренто), дъщеря на херцог Карл Теодор Баварски (1839 – 1909) и инфанта Мария Жозе Португалска (1857 – 1943), дъщеря на португалския крал Мигел I. Те има пет деца:
- Луитполд Максимилиан Лудвиг Карл (* 8 май 1901, Бамберг; † 27 август 1914, Берхтесгаден, погребан в Мюнхен)
- Ирмингард Мария Тереза Жозе Цецилия Аделхайд Михаела Антония Аделгунда (* 21 септември 1902, Бад Кройт; † 21 април 1903, Тегернзе, погребана в Мюнхен)
- Албрехт Луитполд Фердинанд Михаел (* 3 май 1905, Мюнхен; † 8 юли 1996, дворец Берг близо до Щарнберг), херцог на Бавария, Франкен и Швабия 2 август 1955, наследствен принц на Бавария 27 август 1914, пфалцграф при Рейн, женен I. на 3 септември 1930 г. в Берхтесгаден за графиня Мария Драскович фон Тракостян (* 8 март 1904; † 10 юни 1969), II. на 22 април 1971 г. в Мюнхен за графиня Мари-Женке (Евгения) Кеглевич фон Буцин (* 23 април 1921; † 5 октомври 1983)
- дъщеря (*/† декември 1906)
- Рудолф Фридрих Рупрехт (* 30 май 1909, Мюнхен; † 26 юни 1912, дворец Нимфенбург, Мюнхен, погребан в Мюнхен)

- Рупрехт и първата му съпруга Мария Габриела
- Мария Габриела и синовете си Луитполд, Албрехт и Рудолф (1912)

Втори брак: на 7 април 1921 г. в дворец Хоенбург близо до Ленгриз с принцеса Антония Люксембургска (* 7 октомври 1899, дворец Хоенбург; † 31 юли 1954, Ленцерхайде, Швейцария), дъщеря на херцог Вилхелм IV фон Насау-Вайлбург (1852 – 1912), велик херцог на Люксембург, и инфанта Мария Анна Португалска (1861 – 1942), дъщеря на крал Мигел I.
Те имат шест деца:
- Хайнрих Франц Вилхелм, (* 28 март 1922, дворец Хоенбург при Ленгриз; † 14 февруари 1958 при автомобила катастрофа в Аржентина, погребан в Андекс), женен в Ст. Жан де Луц на 31 юли 1951 Анна де Лустрак (* 27 септември 1927; † 16 август 1999, автомобилна катастрофа в Милано)
- Ирмингард Баварска (* 29 май 1923, Берхтесгаден; † 23 октомври 2010), омъжена в Нимфенбург, Мюнхен, на 20 юли 1950 г. за принц Лудвиг Карл Мария Баварски (* 22 юни 1913; † 17 октомври 2008), син на принц Франц Мария Луитполд Баварски (1875 – 1957) и внук на крал Лудвиг III Баварски
- Едита Мария Габриела Анна (* 16 септември 1924, Хоенбург; † 4 май 2013, Мюнхен), омъжена I. в Милано на 12 ноември 1946 г. за Тито Брунети (* 18 декември 1905, Флоренция; † 13 юли 1954 в автомобилна катастрофа близо до Пиаченца), II. в Тегернзе на 29 декември 1959 г. за Густав Шимерт (* 28 ноември 1910, Будапеща; † 16 май 1990, Мюнхен)
- Хилда Хилдегард Мария Габриела (* 24 март 1926, Берхтесгаден; † 5 май 2002, Мюнхен), омъжена в Лима, Перу, на 12 февруари 1949 г. за Жуан Локет де Лоайца (* 30 март 1912; † 8 декември 1987)
- Габриела Аделгунда Мария Терезия Антония (* 10 май 1927, Берхтесгаден; † 19 април 2019), омъжена Нимфенбург на 18 юни 1953 г. за херцог Карл фон Крой (* 11 октомври 1914, Дюселдорф; † 14 юни 2011)
- София Мария Тереза (* 20 юни 1935, Щарнберг), омъжена в Берхтесгаден на 18/20 януари 1955 г. за принц и херцог Жан фон Аренберг (* 14 юли 1921; † 15 август 2011, Лузана)

## Произведения
- In Treue fest. Mein Kriegstagebuch. hrsg. von Eugen von Frauenholz. 3 Bände. München 1929.
- Reise-Erinnerungen aus Indien. München 1922.
- Reise-Erinnerungen aus Ostasien. hrsg. Verlag Josef Kösel & Friedrich Pustet. München 1906. überarbeitet 1923.
- Reise-Erinnerungen aus dem Südosten Europas und dem Orient. München 1923.